# Milan Sevo
Milan Ševo, född 1968 i Bosanski Petrovac i Jugoslavien, är en svensk-serbisk dömd brottsling, känd som förmodad ledare för organiserad brottslighet i Sverige.
Ševo, som är uppvuxen i Vårby gård i Huddinge kommun, kallar sig internationell affärsman och är dömd för bland annat grov misshandel, dopningsbrott och brott mot vapenlagen.
21 november 2001 mördades en yrkeskriminell i Tumba, tillhörande X teams högra sida bestående av LA Maria gang nåt som senare skulle kallas Tumbamordet. Pedro Alejandro Matos, ledare för LA Maria Gang häktas samt Andra falanger i gänget. Gänget är sedan slutet på 80-talet ett nätverk som etablerat sig i Stockholms förorten Tensta och Rinkeby, Bestående medlemmar i gänget har latinamerikansk bakgrund och härstammar från Sydamerika. Efter ett långt straff för tidigare medlemmar så har gänget försvagats och tidigare medlemmar lämnat så är gänget inte lika centralt längre. Milan Ševo och hans två livvakter misstänktes och åtalades för mordet men frikändes. 2003 satt Sevo häktad för kokainaffärer men friades helt från misstankar.
Ševo rönte ny uppmärksamhet i efterspelet av boken Carl XVI Gustaf – Den motvillige monarken (2010). Efter dess publicering kontaktade kungens vän Anders Lettström Ševo för att utreda möjligheten att erbjuda pengar mot en dementi från en av bokens källor, Mille Markovic, vilket avslöjades av SVT och ledde till omfattande medial uppmärksamhet.
2011 publicerades boken Den svenske Gudfadern som en biografi över Sevo, skriven av honom själv och journalisten Nuri Kino. Boken lanserades som ett journalistiskt verk, men kritiserades för bristande källkritik och objektivitet av Dagens Nyheters Hanne Kjöller som kallade boken ett "idolporträtt".

## Filmografi
- Sökarna (1993)